# ホスファチジルイノシトール-3,4,5-三リン酸 5-ホスファターゼ
ホスファチジルイノシトール-3,4,5-三リン酸-5-ホスファターゼ(Phosphatidylinositol-3,4,5-trisphosphate 5-phosphatase、EC 3.1.3.86)は、1-ホスファチジル-1D-ミオイノシトール-3,4,5-三リン酸-5-ホスファターゼ(1-phosphatidyl-1D-myo-inositol-3,4,5-trisphosphate 5-phosphohydrolase)という系統名を持つ酵素である。以下の化学反応を触媒する。
1-ホスファチジル-1D-ミオイノシトール-3,4,5-三リン酸 + 水{\displaystyle \rightleftharpoons }1-ホスファチジル-1D-ミオイノシトール-3,4-二リン酸 + リン酸